# Алексеевское (Москва)
Алексеевское — исторический район Москвы и старинное подмосковное село, вошедшее в состав Москвы в 1917 году.
Село было расположено на северо-востоке Москвы на территории современного Алексеевского района. В честь села Алексеевского были названы Новоалексеевская и Староалексеевская улицы, станции метро «Алексеевская», муниципальный округ и нескольких магазинов.

## История
Село Алексеевское известно с XIV в., впервые упоминается в духовной грамоте Василия I в 1407 году как «Олексеевская деревня». Первым владельцем был толмач митрополита Митяя, позже деревня досталась Федору Андреевичу Свибло. Затем деревня Алексеевская стала владением великокняжеского дьяка Андрея Ярлыка, который в 1456 году передал её во владение Чудова монастыря.
В XVI веке в исторических документах село появляется под двойным названием — «Копытово, Алексеевское тож». Название оно получило по имени вкладчика Чудова монастыря Захария Васильевича Копытова. В середине XVI века село стало принадлежать Путиле Михайлову.
В период Смутного времени село опустело, и в 1621 году царь Михаил Федорович пожаловал его князю Дмитрию Трубецкому, при котором была построена каменная церковь во имя святого праведного Алексия, человека Божия, а Копытово было переименовано в Алексеевское.
В 1646 году село значилось владением вдовы Трубецкого Анны Васильевны. Здесь находился боярский двор, 11 крестьянских дворов.
В 1662 году село перешло в Дворцовое ведомство.
Село было удобно расположено на пути в Троице-Сергиев монастырь, поэтому при царе Алексее Михайловиче началось строительство путевого дворца. В 1667 году построили конюшенный двор, с 1673  по 1674 год велось активное строительство. Закончить возведение комплекса помешала смерть царя в 1676 году. При его сыне Федоре завершили церковь Тихвинской иконы Божьей матери.
При Петре I и его наследниках село пришло в упадок, постройки стали разрушаться. Николай Карамзин так описывал посещение села в 1803 году:

«…стены разрушаются, но я осмелился войти в дом и прошёл во всю длину его, если не с благоговением, то, по крайней мере, с живейшим любопытством. Печи везде большие, с резными, отчасти аллегорическими фигурами на изразцах. Внутренние украшения не могли истощить казны царской: потолки и стены обиты выбеленным холстом, а двери (и то в одних царских комнатах) красным сукном с широкими жестяными скобами; окна выкрашены зелёною краскою… Вокруг дворца не осталось никаких других зданий, кроме погреба, где не только лёд, но даже и снег не тает до глубокой осени».
В 1824 году была разобрана церковь Алексея, человека Божьего. Ранее был сломан путевой дворец.
В конце XVIII века через Алексеевское прошёл Мытищинский водопровод, а в 1830 году была построена Алексеевская водокачка.
С 1884 по 1890 год население села выросло почти на 200 человек. По данным 1890 году в Алексеевском работали семь фабрик лёгкой промышленности.
Село вошло в состав Москвы в 1917 году.